# David Bradley (brytyjski aktor ur. 1953)
David Bradley, Dai Bradley  (ur. 27 września 1953 w Barnsley w hrabstwie West Riding of Yorkshire) – brytyjski aktor, który stał się znany dzięki swojej pierwszej roli Billy’ego Caspera w chwalonym przez krytyków filmie Kes z 1969 w reżyserii Kena Loacha.